# Bwakaw
Bwakaw é um filme de comédia dramática filipino de 2012 dirigido e escrito por Jun Lana. Foi selecionado como representante das Filipinas à edição do Oscar 2013, organizada pela Academia de Artes e Ciências Cinematográficas.

## Elenco
- Eddie Garcia - Rene
- Princess - Bwakaw
- Rez Cortez - Sol
- Soliman Cruz - Funeral Homes Manager
- Bibeth Orteza - Rose
- Joey Paras - Tracy
- Allan Paule - Berting
- Beverly Salviejo - Nitang
- Soxy Topacio - Zaldy
- Luz Valdez - Minda